# Tommaso del Mazza
Tommaso del Mazza (fl. XIV secolo) è stato un pittore italiano, documentato a Firenze, Prato e Pisa tra il 1375 e il 1391.

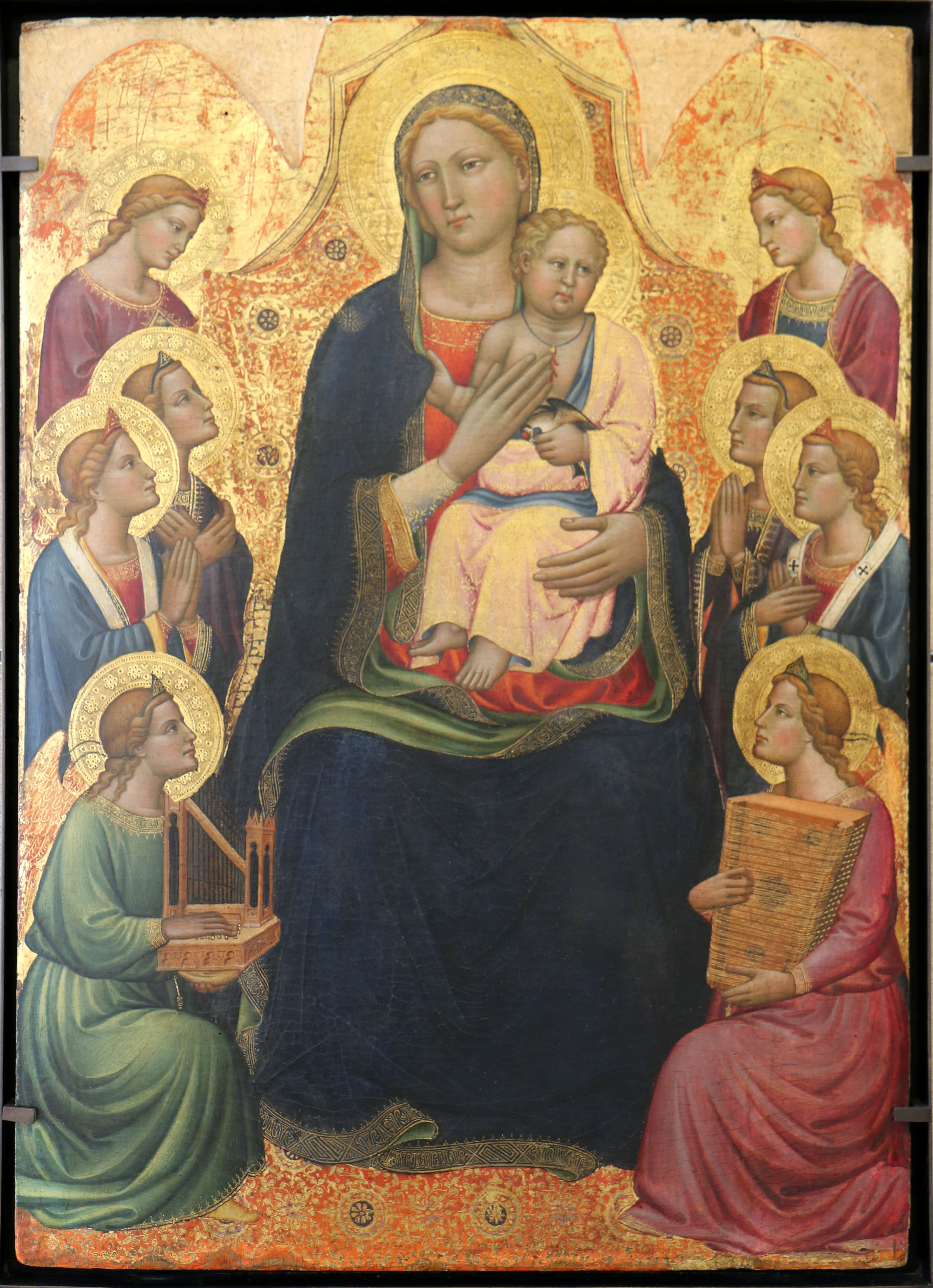
Madonna col Bambino e angeli

Titolare di una bottega di pittura in Firenze, è stato identificato col cosiddetto Maestro di Santa Verdiana. Con Pietro Nelli realizzò alcune opere, come il polittico nel santuario di Santa Maria dell'Impruneta. Ebbe rapporti anche con Niccolò di Pietro Gerini.